# Stadio Tullo Morgagni
Het Stadio Tullo Morgagni is een multifunctioneel stadion in Forlì, een stad in Italië. Het stadion wordt vooral gebruikt voor voetbalwedstrijden, de voetbalclub Forlì maakt gebruik van dit stadion. In het stadion is plaats voor 3.466 toeschouwers. Het stadion werd geopend in 1923.
In 2011 werd er gebruik gemaakt dit stadion voor het Europees kampioenschap voetbal vrouwen onder 19. Er werd drie groepswedstrijden gespeeld. 